# Иллинойсский водный путь
Иллинойсский водный путь (англ. Illinois Waterway) — водная система рек, озер и каналов, обеспечивающих судоходство от Великих озер до Мексиканского залива по рекам Иллинойс и Миссисипи. Общая длина — 541 км (336 миль), от устья реки Калумет в Чикаго до устья реки Иллинойс в Графтоне, штат Иллинойс. На всём протяжении Иллинойсского водного пути Инженерный корпус армии США поддерживает гарантированный фарватер глубиной 2,7 м (9 футов).

## История
В 1848 году был открыт канал Иллинойс-Мичиган. В 1900 году его функции взял на себя Чикагский санитарно-судовой канал, развернувший течение реки Чикаго на противоположное, из-за чего она перестала впадать в озеро Мичиган, а течёт ныне в сторону Мексиканского залива.

## Водные узлы
На канале расположено 8 водных узлов, сочетающих в себе плотины и шлюзы.
| Название           | Место      | Расстояние от Миссисипи   | Уровень                | Подпор             | Координаты                      |
| ------------------ | ---------- | ------------------------- | ---------------------- | ------------------ | ------------------------------- |
| T.J. O’Brien L&D   | Чикаго     | 525 километров (326 миль) | 176 метров (577 футов) | 1,5 фута (0,46 м)  | 41°39′07″ с. ш. 87°34′01″ з. д. |
| Lockport L&D       | Локпорт    | 468 километров (291 миль) | 176 метров (577 футов) | 39 футов (12 м)    | 41°34′08″ с. ш. 88°04′39″ з. д. |
| Brandon Road L&D   | Джолиет    | 460 километров (286 миль) | 164 метра (538 фута)   | 34 фута (10 м)     | 41°30′12″ с. ш. 88°06′11″ з. д. |
| Dresden Island L&D | Моррис     | 436 километров (271 миль) | 154 метра (505 фута)   | 21,75 фута (6,6 м) | 41°23′52″ с. ш. 88°16′56″ з. д. |
| Marseilles L&D     | Марсейлз   | 394 километра (245 миль)  | 147 метров (482 футов) | 24,25 фута (7,4 м) | 41°19′39″ с. ш. 88°45′04″ з. д. |
| Starved Rock L&D   | Норт-Ютика | 372 километра (231 миль)  | 140 метров (459 футов) | 18,7 фута (5,7 м)  | 41°19′27″ с. ш. 88°59′10″ з. д. |
| Peoria L&D         | Пеория     | 253 километра (157 миль)  | 134 метра (440 фута)   | 10 футов (3,0 м)   | 40°37′54″ с. ш. 89°37′29″ з. д. |
| La Grange L&D      | Бирдстаун  | 130 километров (81 миль)  | 131 метр (430 фут)     | 10 футов (3,0 м)   | 39°56′21″ с. ш. 90°32′00″ з. д. |

## Профиль
На приведенном ниже профиле показано падение уровня водного пути со 176 м (578 футов) над уровнем моря (средний уровень воды озера Мичиган) до 128 м (419 футов) (средний уровень Миссисипи в Графтоне, штат Иллинойс). Восемь шлюзов и плотин обеспечивают необходимый подпор для движения по водному пути.